# مکتب زنان

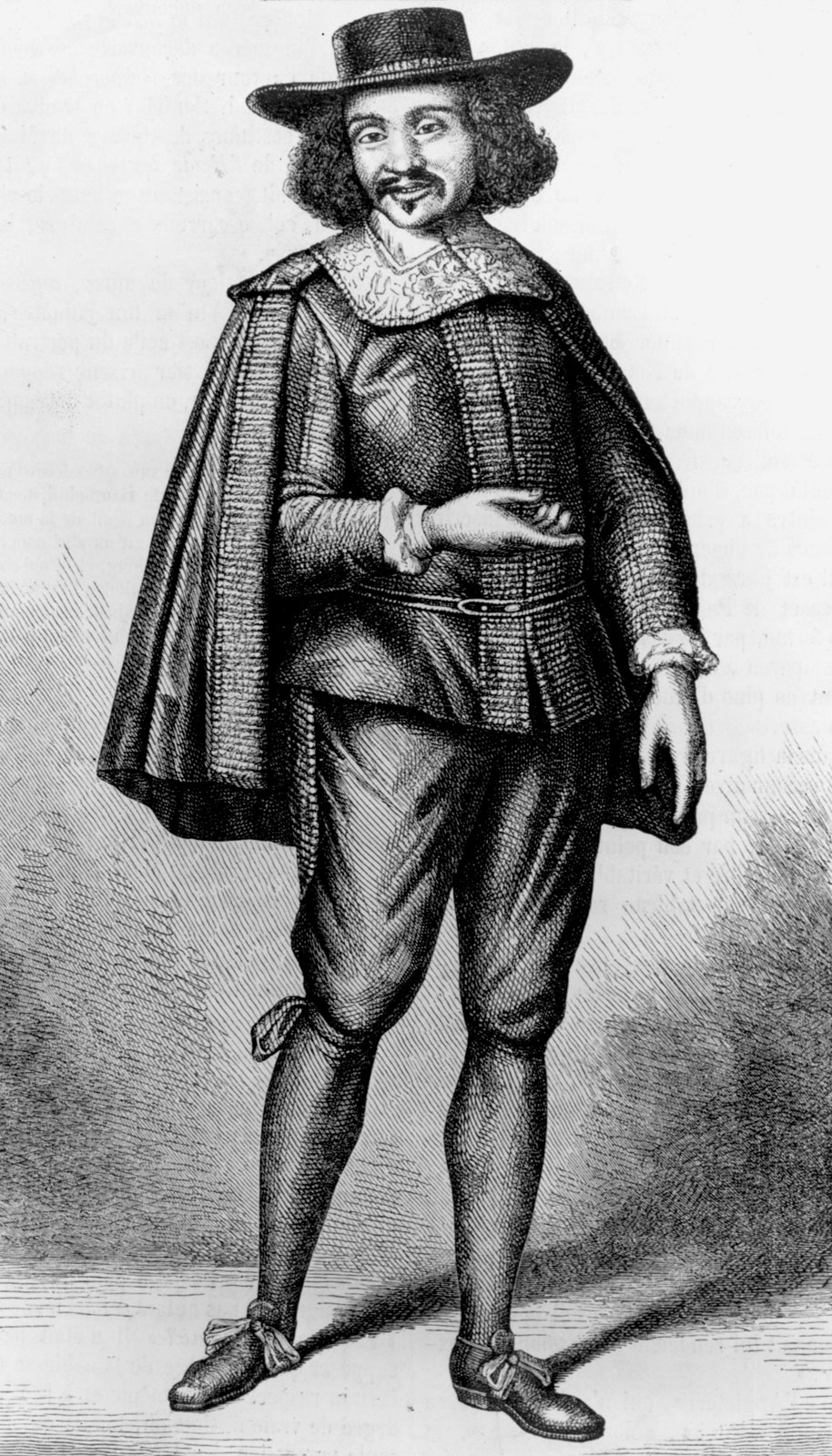
مولیر در نقش آرنولف - نقاشی اثر اوستاش لورسه

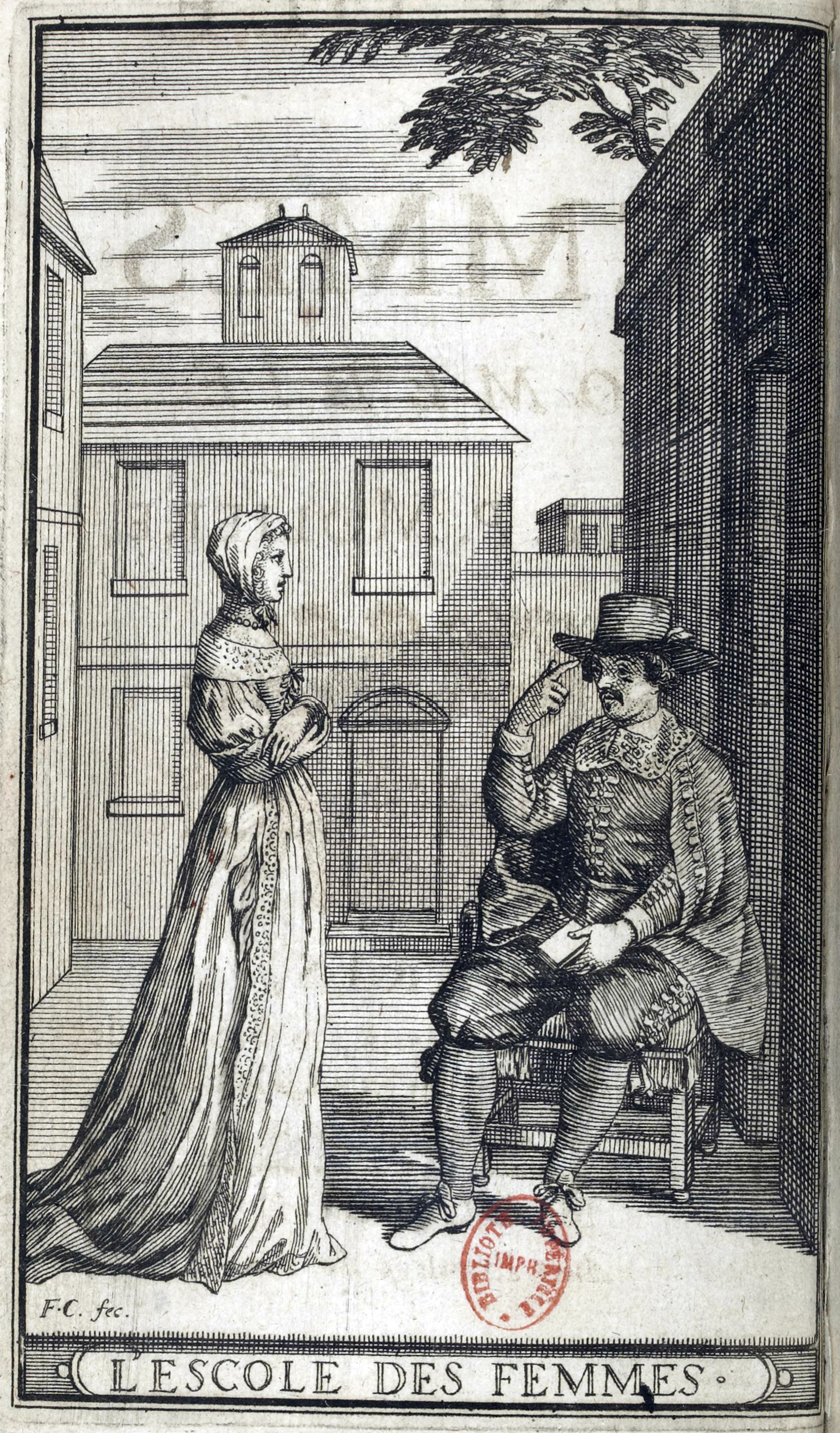
تصویر اصلی از چاپ اول

مکتب زنان (به فرانسوی: L'École des femmes، به انگلیسی: The School for Wives) نمایش‌نامه‌ای از مولیر است که در سال ۱۶۶۲ در ۵ پرده به صورت شعرگونه نوشته شده‌است. در این نمایش‌نامه مولیر به گونه‌ای اشتباهات صورت‌گرفته توسط افراد هم‌دوره‌اش را به چالش می‌کشد.

## موضوع
شخصیت اصلی داستان، آرنولف، پیر و مجرد، نسبت به زنان دچار سوءظن است. او یک دختر (ان‌یس) را از بچگی تحت نظر خود بزرگ کرده و حالا قصد ازدواج با او را دارد…

## شخصیت‌ها
| عنوان اصلی شخصیت‌ها | توضیح                                              |
| ------------------ | -------------------------------------------------- |
| Arnolphe           | آرنولف، با نام مستعار موسیو دو لا سوش              |
| Agnès              | ان‌یس، دختر جوان بی گناه، پرورش یافته به دست آرنولف |
| Horace             | اوراس، پسر اورونت، عاشق ان‌یس                       |
| Alain              | آلن، مرد روستایی و پیشخدمت مخصوص آرنوف             |
| Georgette          | ژرژت، زن روستایی و پیشخدمت آرنوف                   |
| Chrysalde          | کریزلد، دوست آرنولف                                |
| Enrique            | انریکه، برادرزن کریزلد و پدر ان‌یس                  |
| Oronte             | اورونت، پدر اوراس و دوست قدیمی آرنولف              |
| Un notaire         | سر دفتر اسناد رسمی                                 |